# Mejerda
(Silio Italico, Punica VI, 140-143)
Il Megerdā o, alla francese, Medjerda (in arabo ﻭﺍﺩﻱ مجردا,‎?, Wādī Majardā o Oued Majardah; il nome è comunque di origine berbera) è un fiume che nasce nell'Algeria nordorientale, per poi scorrere per un tratto maggiore in Tunisia, dove ha la foce. Lungo circa 400 chilometri, di cui oltre 300 in Tunisia, è il fiume più lungo di questo paese.

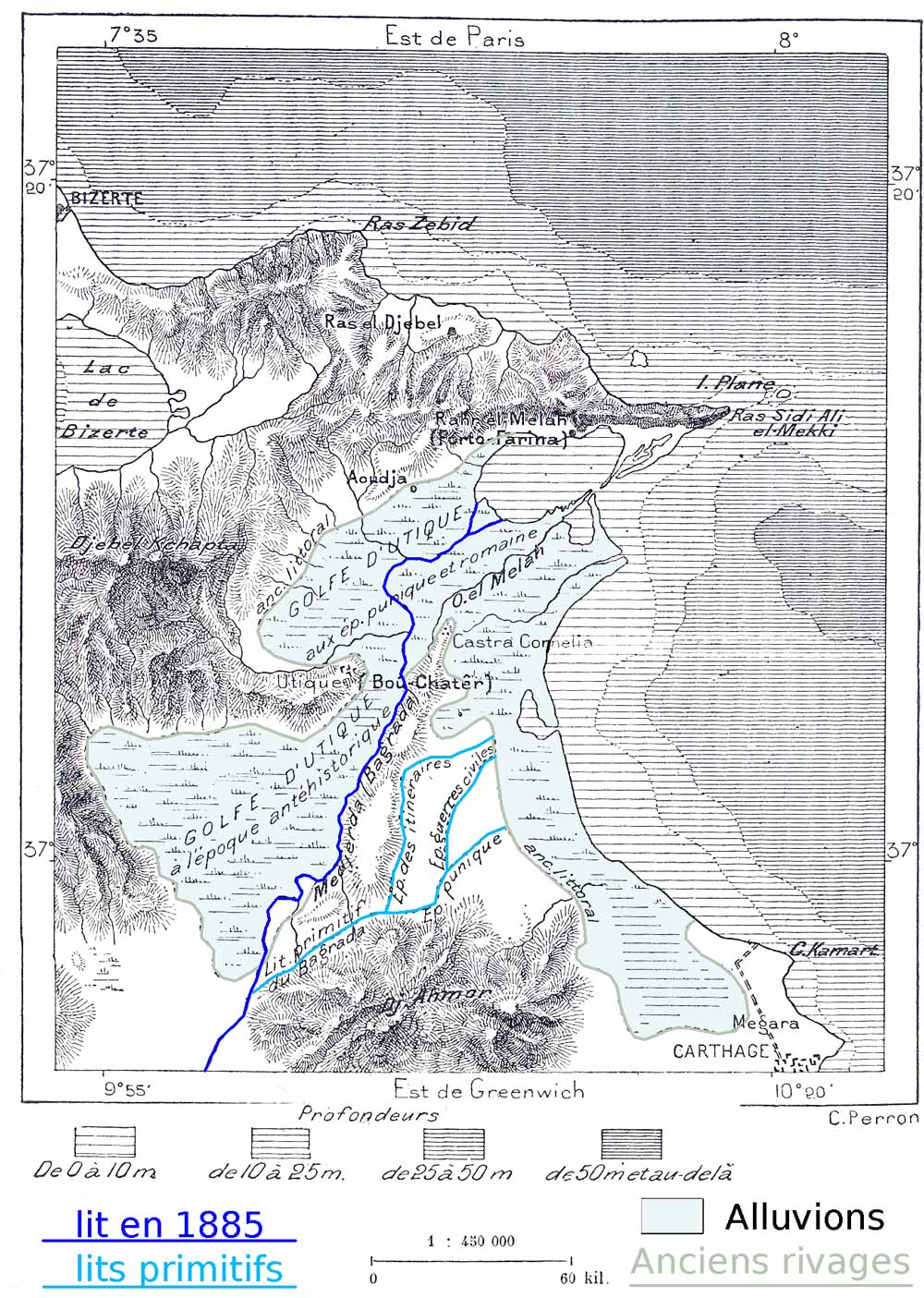
Le variazioni del corso finale della Medjerda/Bagrada tra l'antichità e il 1885

## IlBagrada
Nell'antichità il fiume era noto come Bagrada (così tutti gli autori latini), Βαγράδας (Bagrádas: Strabone, Tolomeo) o Μακάρας (Makáras: Polibio). Il nome attuale presenta una nasale iniziale che in queste regioni alterna spesso con b nella toponimia (fenomeno all'apparenza antico, visto che la forma con nasale era già attestata in Polibio). Anche presso gli autori arabi medievali si trova la forma Bajarda/Bajrada.
Come ricordano gli antichi (Giulio Onorio) le sorgenti del fiume si trovavano in Numidia, in prossimità della città di Thubursicu Numidarum (oggi Khamissa), mentre la foce era nelle immediate vicinanze di Utica. Col tempo, il delta si è progressivamente spostato in avanti man mano che crescevano i depositi alluvionali ed ora il fiume sfocia nel Mediterraneo ad una decina di chilometri da questa città.
Tra le località attraversate vi è la pianura di Thagaste (oggi Souk Ahras), mentre più avanti, all'altezza di Simitthus (Chemtou), il fiume entra nei "Campi Magni" descritti da Polibio e Appiano, fertili pianure in cui ebbe luogo un'importante battaglia della seconda guerra punica.
Curiosamente, mentre abbondano le citazioni letterarie di questo fiume da parte di numerosi autori di diverse epoche, non si possiedono finora attestazioni epigrafiche del suo nome.

## Caratteristiche fisiche
Il corso del fiume, pur presentando spesso meandri, segue nel complesso una direzione abbastanza costante da ovest-sudovest a nord-nordest. Il fiume è uno dei pochi del Nordafrica dotato di acqua per tutto l'anno, ed è anche navigabile, oggi come nell'antichità. Ciononostante, il volume di acque è alquanto irregolare (da 1000 a 1 m3·s−1), con stagioni invernali di piena (dicembre-aprile) alternati a periodi di acque basse tra maggio e novembre.
In generale, straripamenti e alluvioni sono rari: si ricorda comunque per la sua intensità quello del febbraio 1973 che provocò gravi danni, e a seguito del quale venne istituito un Ufficio per la valorizzazione della valle della Medjerda, incaricato di combattere le inondazioni, della bonifica e del drenaggio del fiume, della difesa e del recupero dei terreni, della rete di irrigazione e della sperimentazione agricola (stazione di Sidi Thabet).
Il Mejerdā trasporta ogni anno circa 800 milioni di metri cubi d'acqua, ma anche qualcosa come 20 milioni di tonnellate di terriccio, sottratto per erosione ai terreni in cui scorre e trasportato fino al corso inferiore dove si deposita dando luogo ad un progressivo avanzamento della foce, ma anche ad una certa mutevolezza di percorso, dal momento che si è constatato in diversi casi che il corso si è modificato (di solito in seguito a piene particolarmente forti), in mancanza di ostacoli naturali che ne determinino con precisione il percorso.
Un tempo esso sfociava nel Golfo di Utica, formatosi circa 6000 anni fa al termine dell'era glaciale. Ma col tempo i depositi lo hanno colmato: i mutamenti intervenuti hanno potuto essere seguiti grazie a documenti antichi e a ritrovamenti archeologici, cui si è aggiunta, di recente, l'osservazione dall'alto e col satellite. Il processo di interramento della parte sud del golfo dovette avere inizio in epoca tardo antica, mentre la parte nord si è prosciugata in epoca più recente, a partire dal medio evo. Tutto quello che rimane oggi del golfo di Utica è la laguna di Ghar El Melh. L'ultimo mutamento del corso del fiume ebbe luogo in epoche recentissime: dopo la piena del 1973, infatti, esso ha preso a scorrere là dove, in precedenza, vi era un canale scavato per smaltire le acque in eccesso.

## Dighe
L'apporto di acque del Mejerdā è molto importante per tutta la Tunisia (questo bacino da solo fornisce 1/12 delle riserve idriche del paese). Per sfruttare al meglio questa risorsa, diversi sbarramenti attraversano il suo corso. Tra essi si segnalano quello di Sidi Salem (il più grande del paese) e quello di El Aroussia. Quest'ultimo alimenta una centrale idroelettrica ed una presa d'acqua destinata all'irrigazione di 50.000 ettari. È stato realizzato tra il 1952 e il 1957.

## Città attraversate
Ecco le città più importanti da monte a valle:
- Souk Ahras
- Jendouba
- Bou Salem
- Testour
- Medjez el-Bab
- Tebourba
- Djedeida